# Anna Filossófova
Anna Pàvlovna Filossófova (en rus, Анна Павловна Философова; Sant Petersburg, 5 d'agost de 1837 – 17 de març de 1912) va ser una filantropa i feminista russa en els darrers anys de l'època tsarista. Va ser una important promotora d'entitats caritatives i, juntament amb Maria Trúbnikova (1835-1897) i Nadejda Stàssova (1835-1895), va ser una de les fundadores i líders del primer moviment organitzat de dones russes.

## Biografia

### Primers anys
Filossófova va néixer en el si d'una família noble rica de Sant Petersburg. El seu pare, Pàvel Diàguilev, va ser un funcionari del ministeri de Finances que es va retirar el 1850 i que va començar un negoci de destil·leria. El 1855 es va convertir en fanàtic religiós, i va traslladar la responsabilitat de l'empresa familiar a la mare d'Anna. Anna era la petita de nou germans. Va rebre la seva educació a casa, seguint el costum de les famílies nobles de l'època. El 1855 es va casar amb Vladímir Dmítrievitx Filossófov, un poderós funcionari del ministeri de Guerra i Defensa. Anna va tenir sis fills, entre ells, l'escriptor Dmitri Filossófov.
El marit d'Anna provenia d'una família de terratinents, i després del seu matrimoni feia freqüents visites a la finca Filossófov a Bejanitsi. El pare de Filossófov era conegut com una figura tirànica, i l'estil de vida a la finca va tenir un efecte important sobre Anna. Va ser per això que ella va començar a reflexionar sobre els problemes socials, i en especial sobre la situació dels camperols pobres i els serfs. Entre les seves primeres activitats filantròpiques, va donar aliments i medicines als pobres. Va ser en aquesta època que va conèixer Maria Trúbnikova, una dona interessada en el canvi social, que va facilitar-li llibres sobre temes de la dona i amb qui establí una reflexió sobre aquesta temàtica. Filossófova va dir que Trúbnikova era «un àngel amable i pacient. Em va desenvolupar, llegia amb mi, cosa que era difícil, perquè jo no sabia res».

### Carrera
El 1860 Filossófova, Trúbnikova i la seva amiga Nadejda Stàssova van fundar la Societat per l'Allotjament Barat i Altres Ajudes als Residents de Sant Petersburg, basada en un nou mètode filantròpic. Filossófova creia que, en lloc de donar dinar als pobres, era millor educar-los perquè poguessin guanyar-se la vida pel seu compte. Proporcionaven a dones pobres allotjament de baix cost i feina en el sector tèxtil local. La societat va adquirir el seu propi edifici i va aconseguir un gran contracte de l'exèrcit per a treballs de costura. Filossófova i les seves amigues van fundar diverses societats, entre les quals la Societat per a l'Organització del Treball per a les Dones i el Consorci Artel Editorial de Dones.

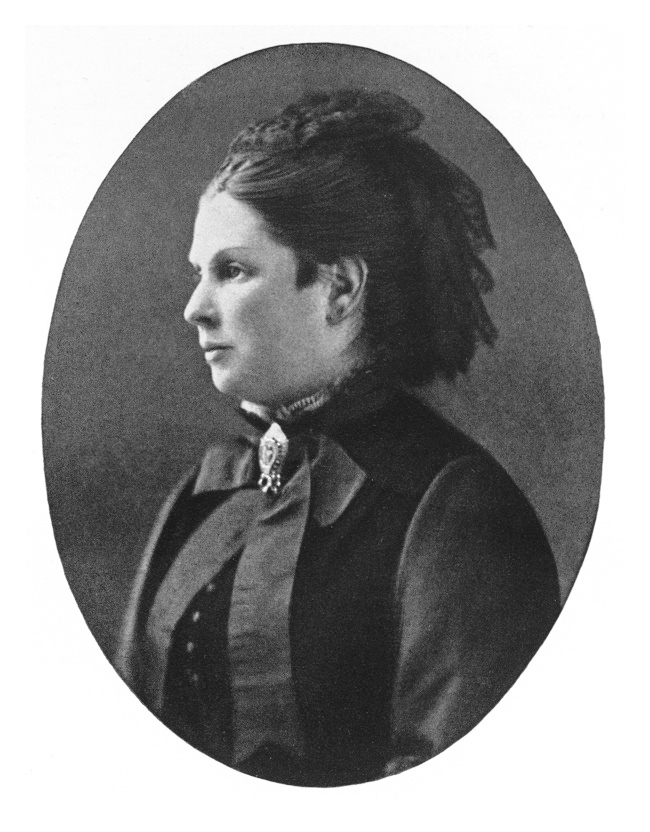
Filossófova, circa 1880

Després de la guerra de Crimea, Rússia va instituir grans reformes en el sistema educatiu i, en paral·lel a l'obertura d'universitats per a homes no nobles, també va fundar 131 escoles per a nenes, de les quals 37 oferien educació superior. Filossófova va ser la fundadora d'un dels cercles de discussió literaris que estaven de moda en aquell moment, juntament amb Trúbnikova i Stàssova; Trúbnikova, filla d'un dels participants de la revolta decabrista, era amiga de Josephine Butler i estava familiaritzada amb la literatura feminista occidental.
La seva empresa més ambiciosa va ser promoure l'educació per a les dones. El 1867 van enviar una petició amb quatre-centes signatures al tsar Alexandre II demanant-li permís per obrir els primers cursos d'educació superior per a les dones a la Universitat Estatal de Sant Petersburg. Hi va haver una forta resistència per part dels conservadors a l'admissió de les dones a la universitat, que no va ser considerada pel ministre d'Educació, Dmitri Tolstoi. Tolstoi va permetre que les dones comencessin a assistir a conferències a càrrec de professors de la universitat, sovint de franc. El 1871 aquests cursos informals se'ls anomenava Vladimirski, en referència al nom de la universitat en què es van dur a terme. La reacció dels cursos en la societat de classe va ser decididament negativa. Moltes estudiants van anar a l'estranger per completar la seva educació. Els cursos es van tancar el 1875. L'any següent, Filossófova va poder obtenir el permís oficial per obrir la primera universitat de dones de Rússia, coneguda com els cursos Bestújev, pel seu director fundador Konstantín Bestújev-Riumin.

### Darrers anys
Filossófova era coneguda per la seva bondat i generositat, i sovint se li apropaven famílies dels revolucionaris condemnats i exiliats per demanar-li ajuda. Les seves simpaties per aquests revolucionaris eren impopulars entre els funcionaris russos. El 1879 es va exiliar a l'estranger per a prestar ajuda a les organitzacions revolucionàries, i només li va permetre tornar el 1881. Després de l'assassinat del tsar el 1881, Filossófova, ja coneguda per les seves simpaties revolucionàries, no va poder trobar simpatitzants per a altres projectes socials. La posició oficial del seu marit també es va debilitar a causa de les seves connexions revolucionàries, i la família es va veure obligada a viure més modestament.

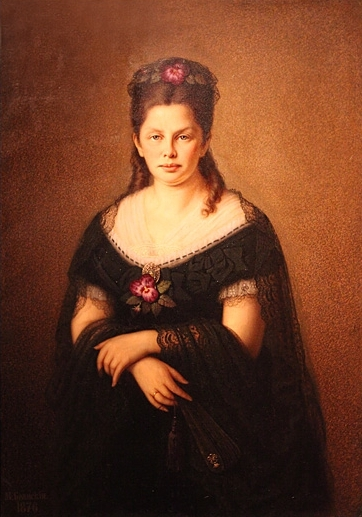
Retrat de Filossófova per Mikhaïl Brianski, 1876

Filossófova va tornar a la vida pública a finals de 1880 i principis de 1890, quan va començar a prestar assistència per a persones que patien fam a la regió del Volga. El 1892 es va unir al Comitè de Sant Petersburg per a la Promoció de l'Alfabetització. El 1895 va fundar i va presidir l'Associació de Caritat de Dones Russes, una organització feminista que es va denominar oficialment una organització de caritat, perquè totes les formes d'activitat política van ser prohibides a Rússia. El mateix any, es va fundar una universitat de medicina a Rússia, i el 1904 es van permetre de nou els estudis universitaris de les dones fora de la capital. En relació amb això, Filossófova va ser reconeguda pel tsar pel seu treball a la Societat per al Finançament de Cursos Educatius de Dones. El 1905 les universitats de Rússia es van obrir a les dones i els cursos universitaris de dones ja no eren necessaris. El mateix any els homes van aconseguir el sufragi i es va permetre l'activitat política, després de la qual cosa el grup de dones va presentar la seva primera demanda de sufragi femení.
Anna Filossófova va ser elegida presidenta del Consell Internacional de Dones el 1899. Va participar en la Revolució russa de 1905, i es va unir al Partit Democràtic Constitucional i, finalment, va ser la presidenta interina del primer congrés de dones de Rússia el 1908. Els intents de Filossófova d'unificar les dones russes no van tenir èxit, sobretot a causa del nombre de faccions dins el moviment. Després del congrés, Filossófova i algunes de les seves col·laboradores van rebre cartes de desaprovació del diputat ultraconservador Vladímir Purixkévitx. Filossófova va fer pública la carta i va dur Purixkévitx als tribunals, on va ser condemnat a un mes de presó.
El 1908 Filossófova es va unir a la Societat Teosòfica de Rússia, que havia ajudat a fundar. El 1911 Rússia va celebrar els cinquanta anys d'activitats públiques d'Anna Filossófova per representar el progrés i els èxits del moviment de les dones a Rússia. Al jubileu van assistir més d'un centenar d'organitzacions de dones, juntament amb diversos grups estrangers. També va ser honorada per diputats de la Duma al Palau Marincki. Va morir a Sant Petersburg, i al seu funeral van assistir milers de persones.